# Урваново (Владимирская область)
Урваново — село в Меленковском районе Владимирской области России, входит в состав Ляховского сельского поселения.

## География
Село расположено на берегу Урвановского озера (бассейн Оки) в 13 км на северо-восток от центра поселения села Ляхи и в 30 км на северо-восток от райцентра города Меленки.

## История
Село Урваново в писцовых книгах 1629–30 годов значится за семьей помещиков Дурасовых и за стольником патриарха Филарета Мясоедовым. В селе церковь Николая чудотворца ветха, строение прежних помещиков, другая церковь Николая чудотворца не освящена. При церкви двор попа Николая, пустое дворовое место пономаря, пустой двор дьячка; в селе дворы помещиковы, 5 дворов крестьянских и 9 бобыльских. В окладных книгах 1676 года в Урванове значится церковь Николая чудотворца, при ней двор попа Афанасия. В приходе 9 дворов дворянских, 20 дворов крестьянских и 5 бобыльских. Дальнейшая история церкви в Урванове остается неизвестной до 1828 года. В этом году во время пожара, истребившего почти все село, сгорела и церковь. Вместо сгоревшей деревянной церкви в Урванове был построен уже каменный храм; трапеза была освящена в 1833 году, а главный храм в 1852 году. В 1869 году построена при храме каменная колокольня. Престолов в храме три: главный - в честь Рождества Пресвятой Богородицы, в трапезе теплой - во имя святого Николая чудотворца и преподобного Сергия Радонежского. Приход состоит их села и деревень: Азовки, Елина, Онохина и Шохина, в коих по клировым ведомостям числится 341 двор, 1362 души мужского пола и 1357 женского. В селе Урванове две народных школы; с 1881 года существовала земская школа, а с 1892 церковно-приходская.
В конце XIX — начале XX века Урваново — крупное село в составе Усадской волости Меленковского уезда. 
С 1929 года село являлось центром Урвановского сельсовета в составе Ляховского района. С 1963 года в составе Меленковского района Владимирской области. 

## Население
| 1859 | 1897  | 1905  | 1926  | 2002 | 2010 | 2021 |
| ---- | ----- | ----- | ----- | ---- | ---- | ---- |
| 788  | ↗1682 | ↗1985 | ↗2814 | ↘440 | ↘394 | ↘304 |

## Инфраструктура
В селе имеются Урвановская средняя общеобразовательная школа имени Героя Советского Союза Емельянова И.А. (открыта в 1991 году), дом культуры, отделение полиции, магазины.

## Экономика
В селе имеется сельхозпредприятие СПК «Урвановское»

## Достопримечательности
В селе находится недействующая Церковь Рождества Пресвятой Богородицы (1895-1915) и новая деревянная действующая Церковь Спаса Нерукотворного Образа (2003-2005).